# Санджу
Санджу (кор. 상주) — один з основних туристичних центрів Південної Кореї.